# Badacsonytördemic
Badacsonytördemic es un pueblo ubicado en el distrito de Tapolca, en el condado de Veszprém, Hungría.

## Superficie
Posee una superficie de 10,25 kilómetros cuadrados.

## Demografía
Hasta 2019 la población era de 830 habitantes, con una densidad de población de 80,98 habitantes por kilómetro cuadrado.